# الجبهان
هجرة الجبهان وهي  هجرة تعد من اكبر هجر الحدود الشمالية ، تقع في شمال السعودية، وتبعد عن مدينة رفحاء حوالي 10 كم، بالقرب من مسلك درب زبيدة التاريخي، تأسست عام 1403، ويوجد فيها جامعة رفحاء وكلية تقينة رفحاء ومركز تعليم قيادة السيارات ومركز صحي ومدارس ، ويبلغ عدد سكانها حوالي 4350 نسمة، ويسكنها عشيرة الجندة من عبدة من شمر.